# 亚伯拉罕·甘茨瓦伊赫

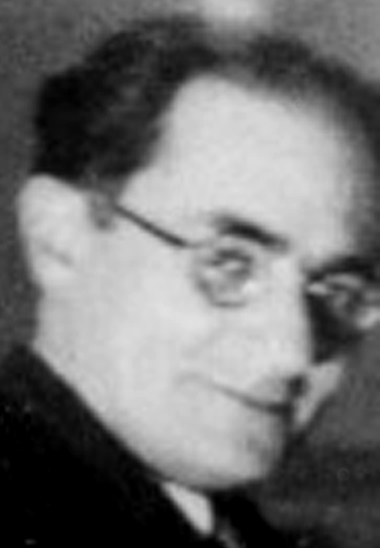

亚伯拉罕·甘茨瓦伊赫（Abraham Gancwajch，1902年—1943年）是第二次世界大战期间在德占波兰的華沙猶太區与纳粹合作的人物，也是華沙猶太區的一位犹太裔犯罪头目。关于他在犹太区中的具体行为存在争议，但现代研究结果一致表明，他就是个以个人利益为主要动机的告密者、通敌者。